# 瀬戸市立長根小学校
瀬戸市立長根小学校（せとしりつ ながねしょうがっこう）は、愛知県瀬戸市東長根町にある公立小学校。

## 概要
- 西吉田町、見付町、共栄通1-7丁目、北浦町1-4丁目、川端町1-3丁目、市場町、城屋敷町、東寺山町、城ケ根町、西寺山町、東長根町、西長根町、神川町、美濃池町が校区であり、公立中学校の進学先は瀬戸市立水無瀬中学校である[1][2]。
- 校地の地下には愛知環状鉄道のトンネル（瀬戸トンネル）がある。

## 沿革
- 1966年（昭和41年）4月 - 瀬戸市立效範小学校から分離し、開校。
- 1968年（昭和43年） - 校舎を増築する。
- 1990年（平成2年） - 体育館が完成する。

## 交通アクセス
- 名鉄瀬戸線水野駅下車、徒歩約20分。
- 名鉄バス本地ヶ原線「東長根」バス停より徒歩約8分。

名鉄バスセンターより基幹バス本地ヶ原線【36系統】「瀬戸駅前」行
藤が丘より本地ヶ原線【50系統・52系統】「瀬戸駅前」行

## 周辺施設
- 聖カピタニオ女子高等学校
- 瀬戸市立效範小学校